# Lista de personagens de Élite
A seguir, é mostrado uma lista dos personagens da série de televisão espanhola para web, Élite. A série é dos gêneros suspense e drama adolescente, criada por Carlos Montero e Darío Madrona para a plataforma Netflix. Élite apresenta María Pedraza, Itzan Escamilla, Miguel Bernardeau, Miguel Herrán, Jaime Lorente, Álvaro Rico, Arón Piper, Mina El Hammani, Ester Expósito, Omar Ayuso e Danna Paola no elenco principal. Jorge López, Claudia Salas, Georgina Amorós, Sergio Momo, Leïti Sène, Carla Díaz, Manu Ríos, Martina Cariddi, Pol Granch, Diego Martín, Andrés Velencoso, Adam Nourou, Valentina Zenere, André Lamoglia, Carloto Cotta, Guilhermo Campra, Ignácio Carrascal, Marc Bonnin, Carmen Arrufat, Álex Pastrana, Álvaro de Juana, Ander Puig, Ana Bokesa, Nadia Al Saidi, Mirela Balić, Fernando Líndez, Gleb Abrosimov, Maribel Verdú, Iván Mendes, Alejandro Albarracín e Anitta se juntaram ao elenco em temporadas posteriores.

## Elenco e personagens
Principais
     = Principal
     = Recorrente (3+ episódios)
     = Participação (1-2 episódios)
| Ator                 | Personagem                                  | Temporadas | Temporadas | Temporadas | Temporadas | Temporadas | Temporadas | Temporadas | Temporadas | Total |
| Ator                 | Personagem                                  | 1          | 2          | 3          | 4          | 5          | 6          | 7          | 8          | Total |
| -------------------- | ------------------------------------------- | ---------- | ---------- | ---------- | ---------- | ---------- | ---------- | ---------- | ---------- | ----- |
| María Pedraza        | Marina Nunier Osuna                         | 8          |            |            |            |            |            |            |            | 8     |
| Itzan Escamilla      | Samuel "Samu" García Domínguez              | 8          | 8          | 8          | 8          | 8          |            |            |            | 40    |
| Miguel Bernardeau    | Guzmán Nunier Osuna                         | 8          | 8          | 8          | 8          |            |            |            |            | 32    |
| Miguel Herrán        | Christian Varela Expósito                   | 8          | 1          |            |            |            |            |            |            | 9     |
| Jaime Lorente        | Fernando "Nano" García Domínguez            | 8          | 5          | 1          |            |            |            |            |            | 14    |
| Arón Piper           | Ander Muñoz                                 | 8          | 8          | 8          | 8          |            |            |            |            | 32    |
| Omar Ayuso           | Omar Shanaa                                 | 8          | 8          | 8          | 8          | 7          |            | 8          | 8          | 55    |
| Mina El Hammani      | Nadia Shanaa                                | 8          | 8          | 8          | 3          |            |            |            | 4          | 31    |
| Álvaro Rico          | Leopoldo "Polo" Benavent Villada            | 8          | 8          | 8          |            |            |            |            |            | 24    |
| Ester Expósito       | Carla Rosón Caleruega                       | 8          | 8          | 8          |            |            |            |            |            | 24    |
| Danna Paola          | Lucrécia "Lu" Montesinos Hendrich           | 8          | 8          | 7          |            |            |            |            |            | 23    |
| Claudia Salas        | Rebeka "Rebe" Parrilla López                |            | 8          | 8          | 8          | 8          |            |            |            | 32    |
| Georgina Amorós      | Cayetana "Caye" Grajera Pando               |            | 7          | 8          | 8          | 8          |            |            |            | 31    |
| Jorge López          | Valerio Montesinos Rojas                    |            | 8          | 8          |            |            |            |            |            | 16    |
| Leïti Sène           | Malick Diallo                               |            |            | 8          |            |            |            |            |            | 8     |
| Sergio Momo          | Yeray Engonga                               |            |            | 6          |            |            |            |            |            | 6     |
| Carla Díaz           | Ariadna "Ari" Blanco Commerford             |            |            |            | 8          | 8          | 8          |            |            | 24    |
| Martina Cariddi      | Mencía Blanco Commerford                    |            |            |            | 8          | 8          | 8          |            |            | 24    |
| Manu Ríos            | Patrick Blanco Commerford                   |            |            |            | 8          | 8          | 8          |            |            | 24    |
| Pol Granch           | Phillipe Florian von Triesenberg            |            |            |            | 7          | 8          |            |            |            | 15    |
| Andrés Valencoso     | Armando de la Ossa                          |            |            |            | 8          | 1          |            |            |            | 9     |
| Diego Martín         | Benjamín Blanco                             |            |            |            | 8          | 8          | 3          |            |            | 19    |
| Valentina Zenere     | Isadora Artiñán                             |            |            |            |            | 8          | 8          | 8          | 8          | 32    |
| André Lamoglia       | Iván Carvalho                               |            |            |            |            | 8          | 8          | 8          | 8          | 32    |
| Carloto Cotta        | Cruz Carvalho                               |            |            |            |            | 6          | 4          | 1          |            | 11    |
| Adam Nourou          | Bilal Ibrahim                               |            |            |            |            | 4          | 7          |            |            | 11    |
| Guillermo Campra     | Hugo Múler                                  |            |            |            |            | 2          | 8          |            |            | 10    |
| Ignácio Carrascal    | Javier                                      |            |            |            |            | 2          | 8          |            |            | 10    |
| Marc Bonnin          | Álex Díaz                                   |            |            |            |            | 2          | 8          |            |            | 10    |
| Carmen Arrufat       | Sara                                        |            |            |            |            |            | 8          | 8          | 7          | 31    |
| Álex Pastrana        | Raúl                                        |            |            |            |            |            | 8          | 8          |            | 16    |
| Álvaro de Juana      | Dídac Ramos Vico                            |            |            |            |            |            | 8          | 8          |            | 16    |
| Ander Puig           | Nicolas "Nico" Fernández de Velasco Viveros |            |            |            |            |            | 8          | 8          | 8          | 24    |
| Ana Bokesa           | Rocío Owono Durán                           |            |            |            |            |            | 7          | 8          |            | 15    |
| Nadia Al Saidi       | Sonia                                       |            |            |            |            |            | 5          | 7          | 7          | 19    |
| Fernando Lindez      | Joel Castellano Soler                       |            |            |            |            |            |            | 8          | 8          | 16    |
| Mirela Balic         | Chloe Ibarra Silva                          |            |            |            |            |            |            | 8          | 8          | 16    |
| Gleb Abrosimov       | Eric de Velasco Viveros                     |            |            |            |            |            |            | 8          | 8          | 16    |
| Alejandro Albarracín | Luis Marin                                  |            |            |            |            |            |            | 8          | 7          | 15    |
| Iván Mendes          | Dalmar                                      |            |            |            |            |            |            | 7          | 8          | 15    |
| Maribel Verdú        | Carmen Silva                                |            |            |            |            |            |            | 8          | 7          | 15    |
| Leonardo Sbaraglia   | Martin Artiñán                              |            |            |            |            |            |            | 4          | 1          | 5     |
| Anitta               | Jéssica                                     |            |            |            |            |            |            | 5          |            | 5     |
| Nuno Gallego         | Héctor Krawietz                             |            |            |            |            |            |            |            | 8          | 8     |
| Ane Rot              | Emilia Krawietz                             |            |            |            |            |            |            |            | 8          | 8     |

Secundários
     = Recorrente (3+ episodios)
     = Participação (1-2 episódios)
| Ator                   | Personagem                | Temporadas | Temporadas | Temporadas | Temporadas | Temporadas | Temporadas | Temporadas | Total |
| Ator                   | Personagem                | 1          | 2          | 3          | 4          | 5          | 6          | 7          | Total |
| ---------------------- | ------------------------- | ---------- | ---------- | ---------- | ---------- | ---------- | ---------- | ---------- | ----- |
| Ainhoa Santamaría      | Inspetora                 | 8          | 8          | 8          |            |            |            |            | 24    |
| Irene Arcos            | Pilar Domínguez           | 6          | 7          | 1          |            |            |            |            | 14    |
| Ramón Esquinas         | Ventura Nunier            | 6          | 4          | 2          |            |            |            |            | 12    |
| Rocío Muñoz-Cobo       | Laura Osuna               | 7          | 5          | 2          |            |            |            |            | 12    |
| Jorge Suquet           | Professor Martín          | 6          |            |            |            |            |            |            | 6     |
| Abdelatif Hwidar       | Yusef Shanaa              | 7          | 8          | 5          |            |            |            | 1          | 21    |
| Farah Hamed            | Imán Shanaa               | 7          | 6          | 5          |            |            |            | 1          | 19    |
| Elisabet Gelabert      | Azucena de Muñoz          | 6          | 7          | 8          | 4          |            |            |            | 25    |
| Alfredo Villa          | Antonio Muñoz             | 7          | 1          |            |            |            |            |            | 8     |
| Lola Marceli           | Beatriz Caleruega         | 8          | 3          | 4          |            |            |            |            | 15    |
| Rubén Martínez         | Teodoro Rosón             | 5          | 4          | 8          |            |            |            |            | 17    |
| Liz Lobato             | Andrea Villada            | 2          | 1          | 5          |            |            |            |            | 8     |
| Yaiza Guimaré          | Begoña Benavent           | 1          | 2          | 6          |            |            |            |            | 9     |
| Bruno Lastra           | Felipe Montesinos         |            | 2          | 1          |            |            |            |            | 3     |
| Eva Llorach            | Sandra López Gallego      |            | 7          | 7          | 5          |            |            |            | 19    |
| Marta Aledo            | Victoria Pando            |            | 6          |            |            |            |            |            | 6     |
| Saturnino García       | Avô da Cayetana           |            | 3          |            |            |            |            |            | 3     |
| Jorge Clemente         | Alexis Fernandéz          |            |            | 2          |            |            |            |            | 2     |
| Boré Buika             | Tenente Sebastián Abaga   |            |            |            | 4          | 6          |            |            | 10    |
| Rachel Lascar          | Estefanía von Triesenberg |            |            |            | 2          | 1          |            |            | 3     |
| Àlex Monner            | Felipe Ciprian            |            |            |            |            | 3          |            |            | 3     |
| Isabel Garrido         | Jess                      |            |            |            |            | 3          |            |            | 3     |
| Iria del Río           | Greta                     |            |            |            |            | 4          |            |            | 4     |
| Godeliv Van der Brandt | Virginia                  |            |            |            |            |            | 4          | 3          | 7     |
| Luz Cipriota           | Roberta Artiñán           |            |            |            |            |            | 2          | 7          | 9     |
| Olaya Caldera          | María de Velasco Viveros  |            |            |            |            |            | 3          | 7          | 10    |
| Pepe Ocio              | Alfonso Fernández         |            |            |            |            |            | 4          | 7          | 11    |
| Raúl Mérida            | Pau Ramos Vico            |            |            |            |            |            | 3          | 4          | 7     |
| Astrid Jones           | Catalina Durán            |            |            |            |            |            |            | 7          | 7     |
| María Ordoñez          | Luena                     |            |            |            |            |            |            | 4          | 4     |
| Alfons Nieto           | José Luis                 |            |            |            |            |            |            | 2          | 2     |
| Bernabé Fernández      | Mateo (Psicólogo de Omar) |            |            |            |            |            |            | 2          | 2     |

## Personagens principais

### Marina Nunier Osuna

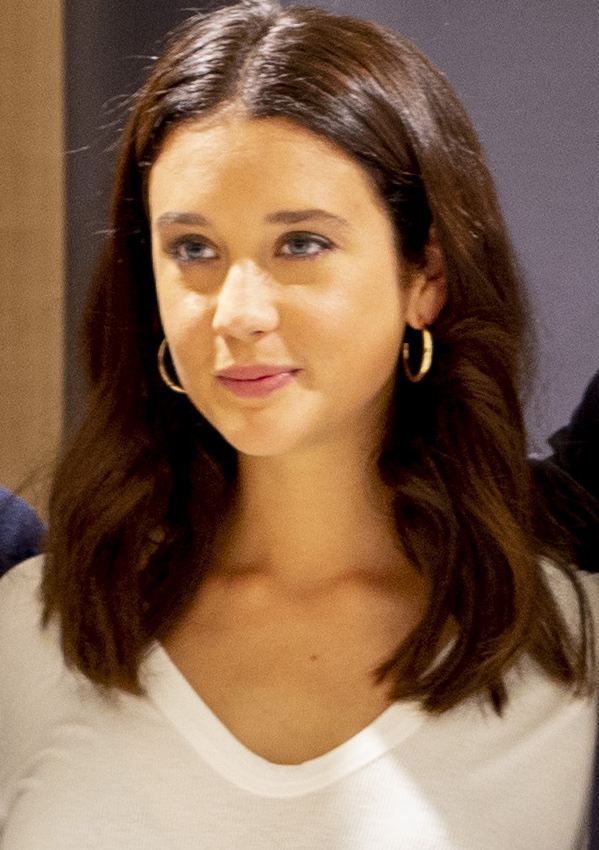
Pedraza, a intérprete de Marina.

Marina Nunier Osuna (interpretada por María Pedraza) era uma jovem estudante de Las Encinas e herdeira de uma família rica e poderosa, sendo irmã adotiva de Guzmán. 
Misteriosa e rebelde, Marina era uma garota problemática e a ovelha negra de sua família. Embora muitas vezes fosse reservada, ela não tinha medo de violar ou desconsiderar completamente as regras de Las Encinas e de casa. Apesar de sua personalidade geralmente agradável, ela podia ser fria e, em uma ocasião, chantageou seu professor para que fingisse que não a tinha visto fumando substâncias ilegais no campus.Ela não tinha medo de ir contra as pessoas mais próximas a ela e muitas vezes era vista desconsiderando os desejos de seus pais e do irmão Guzmán.Ela foi vingativa em seus esforços para chantagear seu próprio pai e o de Carla sua ex-melhor amiga para trocar conhecimento por dinheiro, a fim de saldar as dívidas de Nano.

### Samuel García Domínguez
Samuel "Samu" García Domínguez (interpretado por Itzan Escamilla) era um dos três novos estudantes de Las Encinas, juntamente com Nadia e Christian, que ganharam uma bolsa de estudos financiada por Ventuna Nunier, pai de Marina, após o antigo colégio San Esteban sofrer um colapso. Samuel é um jovem de origem humilde, porém trabalhador, corajoso e honesto, sempre cuidando das pessoas ao seu redor e movido pela justiça, fazendo de tudo para garantir que todos recebam o que merecem.
Na primeira temporada, após ingressar em Las Encinas, Samuel é discriminado e desprezado pelos estudantes devido à sua origem de baixa renda, principalmente Guzmán. Apesar da desaprovação de Guzmán, Samuel se aproxima de sua irmã, Marina, e os dois começam a passar cada vez mais tempo juntos. As tensões surgem durante o projeto de mídia social de Martín, porém, quando Samuel descobre que Ventura e Teo — pai de Carla — usaram materiais baratos durante a reforma de San Esteban, insinuando, portanto, que estavam cientes da possibilidade de colapso. Além disso, Marina tem conhecimento de documentos e provas que incriminariam seu pai. O relacionamento de Samuel com Marina é testado quando é revelado que seu irmão deve a uma gangue mais de US$ 60 mil pela proteção que eles forneceram enquanto ele estava encarcerado. Nano fica sabendo das evidências incriminatórias e pede ajuda a Samuel para recuperá-las, em uma tentativa de chantagear o pai de Marina pelo dinheiro. Apesar de saber que é moralmente incorreto, Samuel concorda em ajudar Nano e tenta obter os documentos, sem sucesso. Samuel finalmente diz a Nano que não pode mais ajudá-lo. A relação entre eles fica tensa quando Samuel descobre que outra pessoa dormiu com Marina e a engravidou. Embora Samuel inicialmente não suspeite que seja seu próprio irmão, Nano fica desconfiado e ansioso com a possibilidade de Samuel descobrir a qualquer momento. Eventualmente, Samuel descobre que foi Nano quem dormiu com Marina e os dois brigam. Ele testemunha Nano fugindo do cadáver de Marina na noite em que ela foi assassinada e diz às autoridades que acredita que Nano seja o assassino. 
Na segunda temporada, Samuel tenta se aproximar de Carla para descobrir o verdadeiro assassino, mas acaba se apaixonando por ela. Ele faz amizade com Rebe, que o ajudará em suas investigações. No final da temporada, descobre-se que ele e Guzmán fingiram sequestrá-lo para fazer Carla confessar a verdade. No entanto, custando-lhe o relacionamento que construíram.  Durante a terceira temporada, Samuel se infiltra na casa de Rebeka, por ordem do inspetor, para pegar sua mãe. Além disso, ele é expulso de Las Encinas por bater em Polo, sendo parte do encobrimento de seu assassinato após a festa. Dois meses depois, Samuel, Guzmán, Rebeka, Ander e Omar voltam ao último ano em Las Encinas.

### Guzmán Nunier Osuna

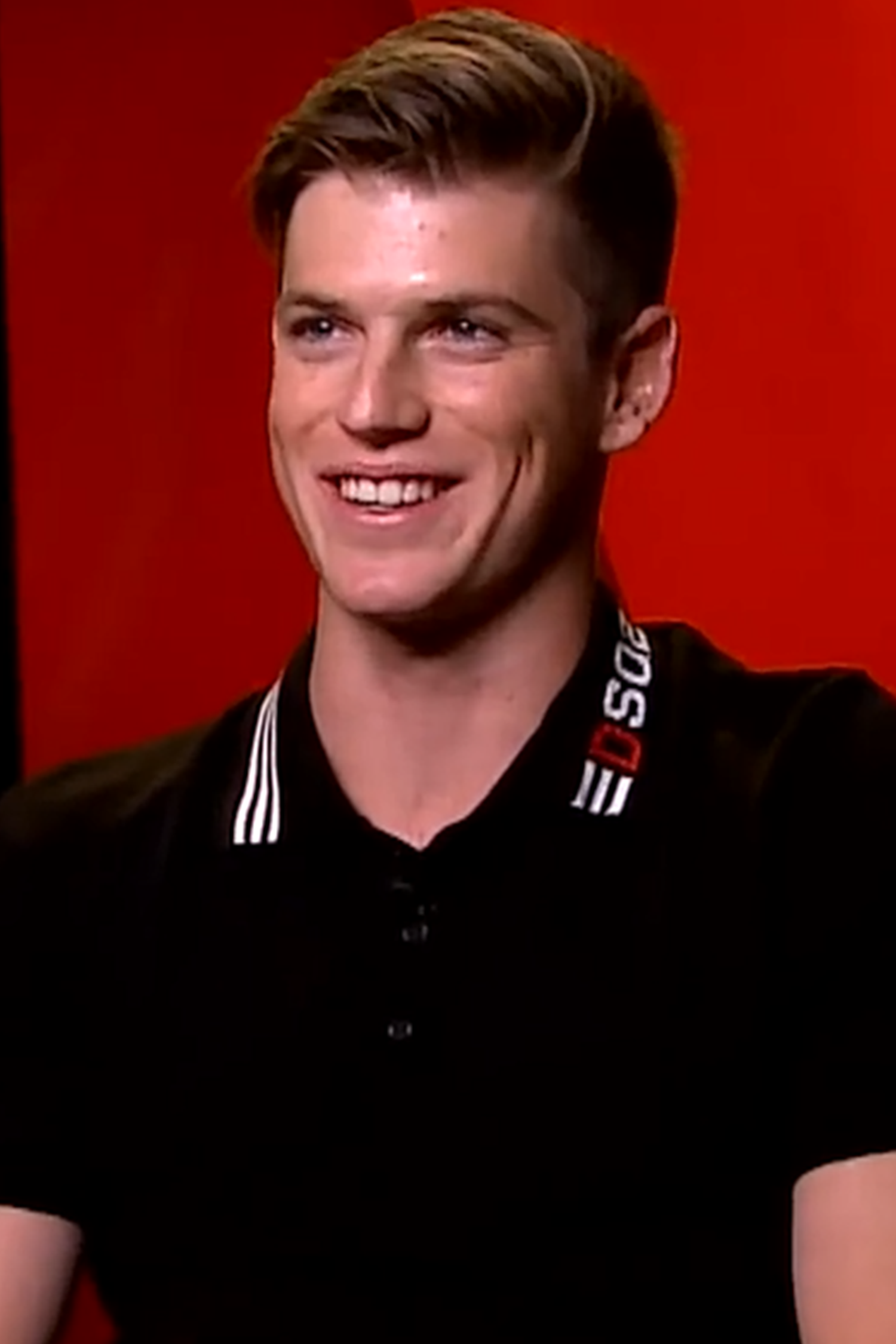
Bernardeau, o intérprete de Guzmán.

Guzmán Nunier Osuna (interpretado por Miguel Bernardeau) é irmão adotivo de Marina e ex-namorado de Lu, que se apaixona por Nadia. Um cara popular e cabeça quente da escola. Ele acredita que seu caminho é sempre o caminho certo. Ele é extremamente protetor com sua irmã e não se relaciona bem com os alunos transferidos. Guzmán é filho adotivo de Laura e do rico empresário Ventura Nunier. Seus pais biológicos morreram há dez anos de overdose de drogas. Desde criança, Guzmán é o melhor amigo de Ander e Polo. Ele é considerado o líder deste grupo e é leal e apoia seus amigos, mas às vezes suas ações podem levar ao controle.
Quando Nadia, Christian e Samuel chegam a Las Encinas, Guzmán é o principal culpado ao tentar menosprezá-los e fazê-los sentir-se pequenos. Ele é depreciativo com Samuel, referindo-se a ele como garçom, e agressivamente rude com Christian, que ele considera particularmente irritante. Guzmán tem uma relação de amizade com Lucrécia e os dois são flagrados fazendo sexo no chuveiro da escola por Nadia. Preocupados com a possibilidade de Nadia usar isso contra eles, Guzmán e Lu tentam fazer amizade com Nadia e Guzmán até tenta seduzi-la para garantir que ela fique quieta. Mais tarde naquela noite, na festa de Marina, Guzmán continua a criticar os novos alunos. Quando Nano chega e grita com raiva sobre a desigualdade e injustiça na sociedade, Guzmán reage fortemente e ameaça expulsar Samuel pela explosão. No entanto, Nadia o ameaça, dizendo que caso ele o faça, ela irá expor ele e Lucrécia ao Diretor por seu comportamento promíscuo. Embora isso salve Samuel da expulsão, também coloca Nadia na linha de visão direta de Guzmán e tanto ele quanto Lu decidem se vingar. Lu sugere que humilhem Nádia publicamente, fazendo-a se apaixonar por Guzmán e depois expondo-a para toda a escola. Guzmán concorda com isso. O ódio de Guzmán pelos bolsistas se deve em grande parte à sua crença de que todos são semelhantes a Pablo, um ex-alunos de Las Encinas que teve relações sexuais com Marina, infectando-a com a doença.
Embora Guzmán siga o plano de seduzir Nádia, seu carinho por Nádia aos poucos se torna genuíno. Ao ter a chance de tirar vantagem de Nadia enquanto ela está drogada, Guzmán se recusa a continuar. Arrependido, Guzmán pede desculpas a Nadia e até visita seus pais para pedir perdão, mas Nadia o impede, mas acaba decidindo perdoá-lo.  Sua amizade com Nadia se torna cada vez mais estável, para desgosto de Lucrécia e Yusef (pai de Nadia). Ele confessa a Lu que se apaixonou por Nádia e ela vai embora incrédula. Depois que Yusef proíbe Nadia de ver Guzmán e de continuar seus estudos em Las Encinas, ele faz um acordo com Yusef: encerrará sua amizade com Nadia para que ela possa ficar em Las Encinas. Após a morte de Marina, ele tenta suicidar-se bêbado caindo de uma ponte, mas Lu o convence a não fazê-lo e os dois retomam o relacionamento.

### Christian Varela Expósito

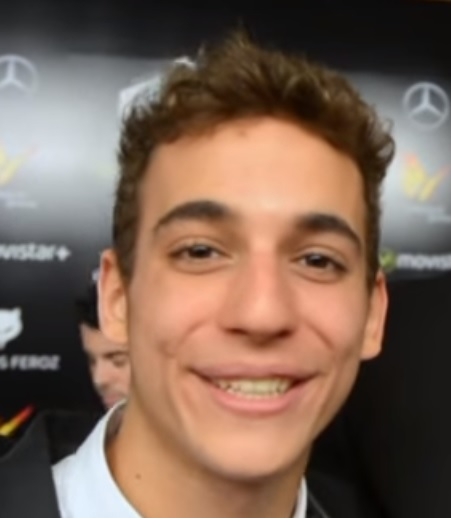
Herrán, o intérprete de Christian.

Christian Varela Expósito (interpretado por Miguel Herrán) é um jovem humilde juntamente com seus amigos Samuel e Nadia. Christian é mais um novato bolsista que inicialmente é recriminado pelos mais afortunados, mas consegue contornar a situação conforme se mostra desinteressado pelas críticas que supostamente deveriam atingi-lo e é um palhaço nato em sala de aula e outras situações, tirando proveito de tudo à sua maneira malandra de agir, que é constantemente contrariada por Samuel e Nadia, que a princípio se mostram mais politicamente corretos. Ele é o único dos três novatos que tem coragem de peitar Guzmán e qualquer outro que rivalize para com ele e seus amigos, assim, seu modo de vida encrenqueiro de ser acaba se encaixando melhor com Nano e Omar (respectivamente, os irmãos mais velhos de Samuel e Nadia, que ao contrário destes, são certamente desordeiros e encrenqueiros.), com os quais adora sair para beber e usar drogas. Inconsequente, Chris acaba se envolvendo amorosamente com Carla, namorada de Polo, um dos amigos ricos de Guzmán. A situação gera contratempo entre os dois, mas logo, Chris, Polo e Carla acabam se afeiçoando. Na segunda temporada faz apenas uma participação no primeiro episódio, quando o personagem sofre um acidente de moto e é levado para um hospital em outro país.

### Polo Benavent
Leopoldo "Polo" Benavent Villada, interpretado por Álvaro Rico (temporada 1-3), é um dos amigos elitizados de Guzmán que inicialmente mostra comportamento arrogante e convencido como o deste, mas depois se mostra um rapaz bastante certinho e passivo, sobretudo com sua namorada Carla, ao permitir que esta se envolva amorosamente com Christian como parte de um plano entre eles que após ser estragado pelo próprio Polo, este começa a se envolver no rolo entre sua namorada e o amante. Ele e Guzmán são melhores amigos desde a infância e aparentemente confiam um no outro, mas tal situação acaba afetando a credibilidade de Polo para com Guzmán e Ander, que também é amigo dos dois. Dono de costumes pouco comuns, Polo se revela filho de um casal de lésbicas, sendo uma delas uma grande empresária de sucesso. No final da primeira temporada, descobre-se que Polo é o responsável pelo assassinato de Marina. Na segunda temporada, ele lida com a culpa pela morte da menina, contando com Cayetana, descobrindo sua verdadeira vida e tentando ajudá-la a pagar fora das dívidas de sua família. Cayetana acaba participando do encobrimento do assassinato de Marina, escondendo a arma do crime. Na terceira temporada, ele retorna a Las Encinas, onde todos o vêem mal, exceto Cayetana. No final, ele acaba sendo morto nas mãos de Lu, porém, todos decidem se acobertar para que nunca se saiba.

### Ander Muñoz
Ander Muñoz, interpretado por Arón Piper (temporada 1-4), é bom nos esportes, principalmente em tênis. Ander é filho da diretora do colégio Las Encinas, e graças a isso, inicialmente é tido como um dos garotos mais populares da escola, tendo como principais amigos Guzmán e Polo, porém, logo revela segredos obscuros sobre si mesmo. Filho de um professor de tênis que lhe ensinou em seu esporte desde que Ander era criança, o rapaz logo mostra que nunca se interessou de verdade pelo esporte e sempre foi moldado seguindo os sonhos de seus pais. O único que é mais compreensivo para com Ander é Omar, que lhe vende drogas e logo os dois se envolvem num relacionamento, aproximando Ander de Nano e outros amigos arruaceiros do muçulmano.

### Nadia Shanaa
Nadia Shanaa, interpretada por Mina El Hammani (temporada 1-3, recorrente na temporada 4), é bolsista do Las Encinas juntamente com Samuel e Chris. Nadia é filha de um casal de imigrantes palestinos, que são donos de uma mercearia. Ela sempre foi bastante devota à sua crença e evitando qualquer decisão que venha a ferir a fé que defendeu desde criança, sendo alguém mais recatada e reservada, além de bastante inteligente nos estudos, mas sendo constante vítima de islamofobia e logo chamando a atenção de Guzmán, que de forma interesseira começa a fazer trabalhos juntamente com ela afim de seduzi-la e descobrir seus maiores segredos. O que a muçulmana não esperava era que se afeiçoaria com ele e o compreenderia de forma mais intensa, ainda assim relutante em se envolver amorosamente para com o mesmo, ainda mais com a então namorada dele a perseguindo. Em 19 de maio de 2020, foi confirmado que El Hammani não voltaria para a quarta temporada, após a personagem se formar no colégio e se mudar para Nova Iorque.

### Carla Rosón

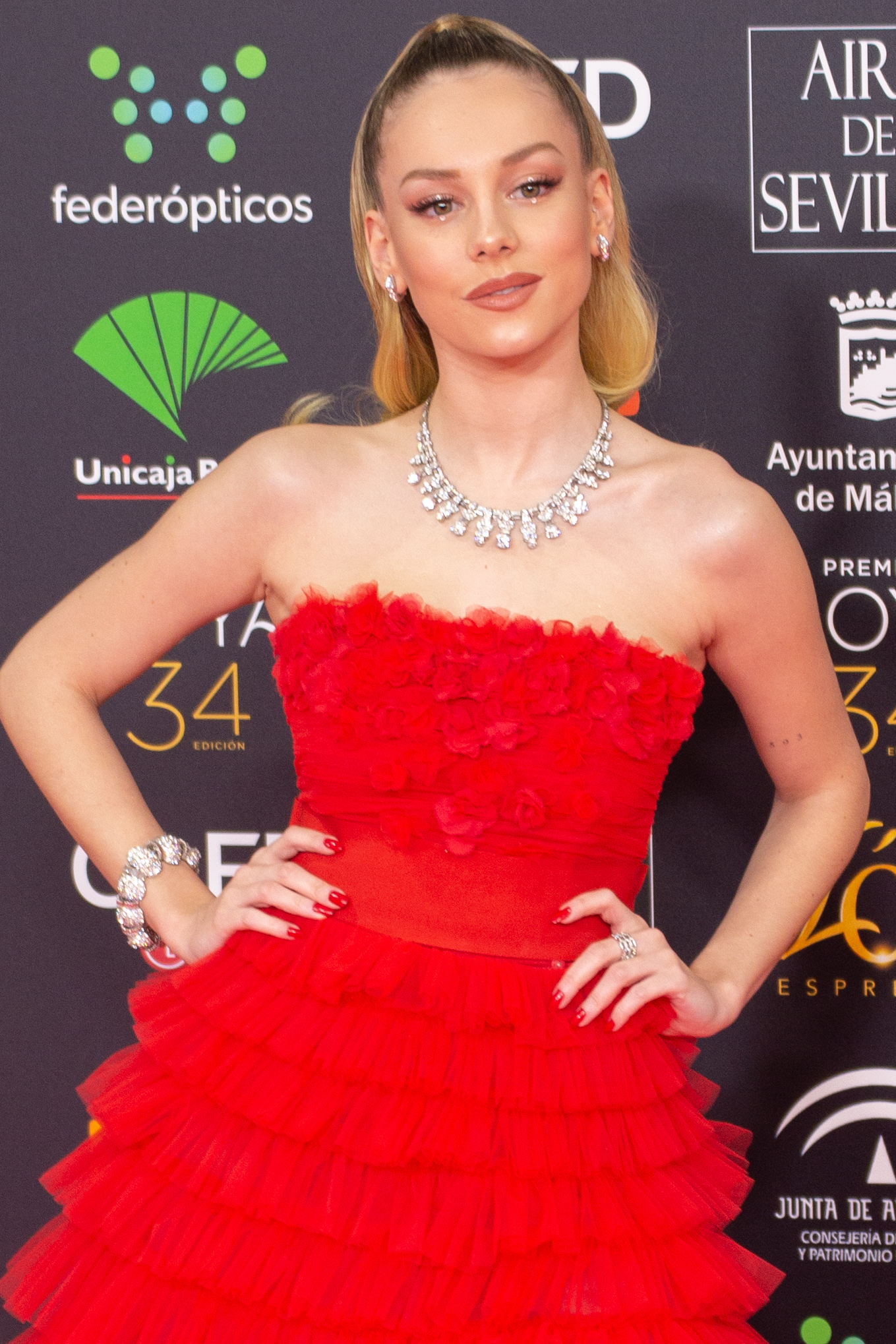
Expósito, a intérprete de Carla.

Carla Rosón Caleruega, interpretada por Ester Expósito (temporada 1-3), é namorada de Polo (a princípio) e uma das mais ricas do colégio. Carla se interessa por Christian e começa a encenar um romance com ele mesmo com o consentimento de seu namorado, já que o romance faz parte de um plano para usar o malandro garoto, mas quando o disfarce vem à tona e o casal não consegue mais disfarçar, os três acabam se envolvendo amorosamente entre si, visto que Carla é ambiciosa, promíscua e sem senso de moral, além de se aproveitar dos sentimentos dos homens que se envolvem com ela. Amiga de infância de Marina, parece confiar plenamente nesta, apesar de não demonstrar ser muito fiel à amizade das duas e mostrar um lado certamente interesseiro. Durante a segunda temporada, se afeiçoa a Samuel, apenas por interesse vindo mais tarde a apaixonar-se verdadeiramente por este. Em 19 de maio de 2020, foi confirmado que Expósito não voltaria para a quarta temporada, depois da personagem se mudar para fazer faculdade.

### Omar Shanaa
Omar Shanna, interpretado por Omar Ayuso, é o irmão mais velho de Nadia e igualmente muçulmano, trabalha na mercearia dos pais, ainda assim, aproveita seu tempo livre para traficar drogas, beber e fumar com seus amigos Nano e Chris, além de ser um dos melhores amigos de Samuel, a quem tenta sempre proteger das más influências de Nano e outros, sendo certamente realista para com este devido à sua inocência. Apenas possui uma relação conturbada com sua irmã, já que suas atitudes são reprovadas por ela e os dois nunca foram bons amigos um do outro e ele esconde seus segredos de seus pais. Como traficante de drogas, acaba tendo como cliente o jovem Ander, por quem acaba se interessando amorosamente e os dois tentam manter as aparências, ainda mais para os amigos ricos de Ander e para os pais deste. Em novembro de 2020, Ayuso anunciou sua saída da série após a quarta temporada.

### Lu Montesinos

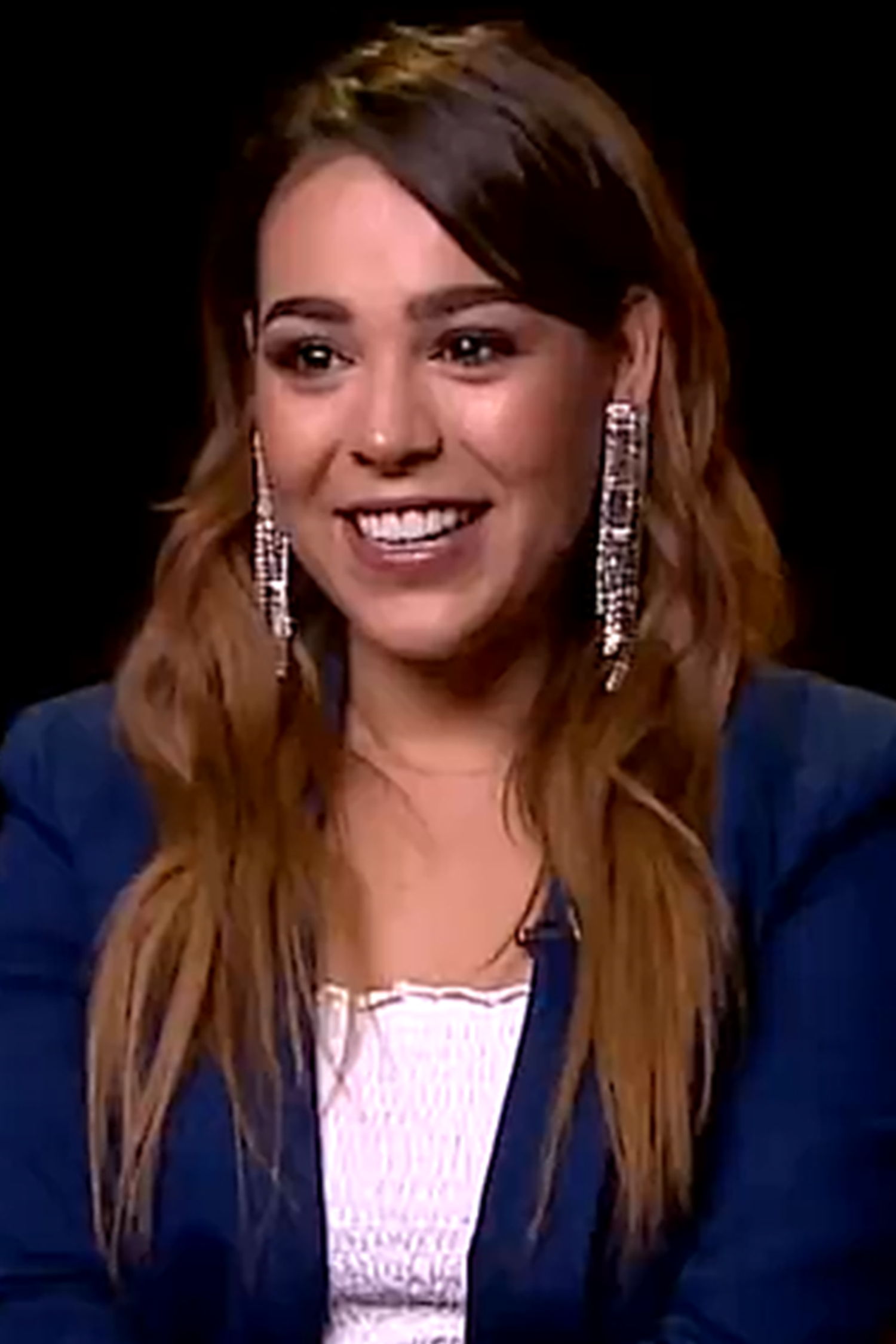
Paola, a intérprete de Lucrecia.

Lucrecia "Lu"  Montesinos Hendrich, interpretada por Danna Paola (temporada 1-3), é a namorada de Guzmán (pelo menos a princípio). Lu é ciumenta e possessiva, além de bastante geniosa, possuindo até mesmo ciúmes da relação de Guzmán com sua irmã Marina, querendo ser mais importante que qualquer mulher na vida deste. Inicialmente é cúmplice de seu namorado no plano de tirar informações de Nadia, mas logo a muçulmana e Guzmán se envolvem de forma mais próxima fazendo com que o rapaz comece a deixar sua namorada de lado, perdendo assim o interesse por ela e a deixando intrigada. Falsa e manipuladora, ela sempre consegue o que quer com bastante lábia e perspicácia, e vai tentar de tudo para rivalizar com Nadia e tirá-la de seu caminho, como a seus amigos. Em 19 de maio de 2020, foi confirmado que Paola não voltaria para a quarta temporada, após sua personagem se mudar para Nova Iorque, junto com Nadia.

### Valerio Montesinos
Valerio Montesinos Rojas, interpretado por Jorge López (temporada 2-3), é meio-irmão de Lu. É um mau aluno, apresentando dificuldades escolares. Rapaz inadequado e bem pouco responsável, é viciado em drogas e costuma fazer várias festas sem limites. Esteve num colégio interno e no último saiu deste para estudar no Colégio Las Encinas, onde logo se afeiçoa a Guzmán e seus amigos e adora paquerar as alunas da mesma escola, mas nutre sentimentos por sua irmã Lu e tenta engatar um romance para com esta, mesmo os dois sendo irmãos, ao que ele adora constatar que ela é apenas sua meia-irmã. López declarou em janeiro de 2020 que a terceira temporada seria sua última no programa.

### Rebeka Parrilla
Rebeka Parrilla Lopéz, interpretada por Claudia Salas (temporada 2-presente), é uma aluna novata no Las Encinas, é filha de mãe solteira e vivia na miséria até sua família ganhar na loteria e ela se mudar para a antiga casa da família de Guzmán, quando estes se mudam. Apesar de ser rica e filha de uma mulher que adora bancar a burguesa, vive ressaltando que ganhou na loteria e não se identifica com os alunos mais ricos do Las Encinas, mostrando-se bastante malandra, rebelde e bastante ousada. Seus únicos amigos são a princípio Nadia, Omar e Samuel, a quem tenta convencer a lutarem por seus interesses, mesmo que tenham que confrontar pessoas ou quebrar regras para conseguirem alcançar seus objetivos. Baladeira, Beka é quem geralmente convence seus amigos a frequentarem festas, uma vez que consegue convite VIP para as mesmas. Costuma ter confidências para com Nadia e ensina boxe a Samuel, no porão de sua casa, assim nutrindo certo interesse amoroso por este, mesmo ele sendo apenas amigo dela e não percebendo seu real interesse.

### Cayetana Grajera

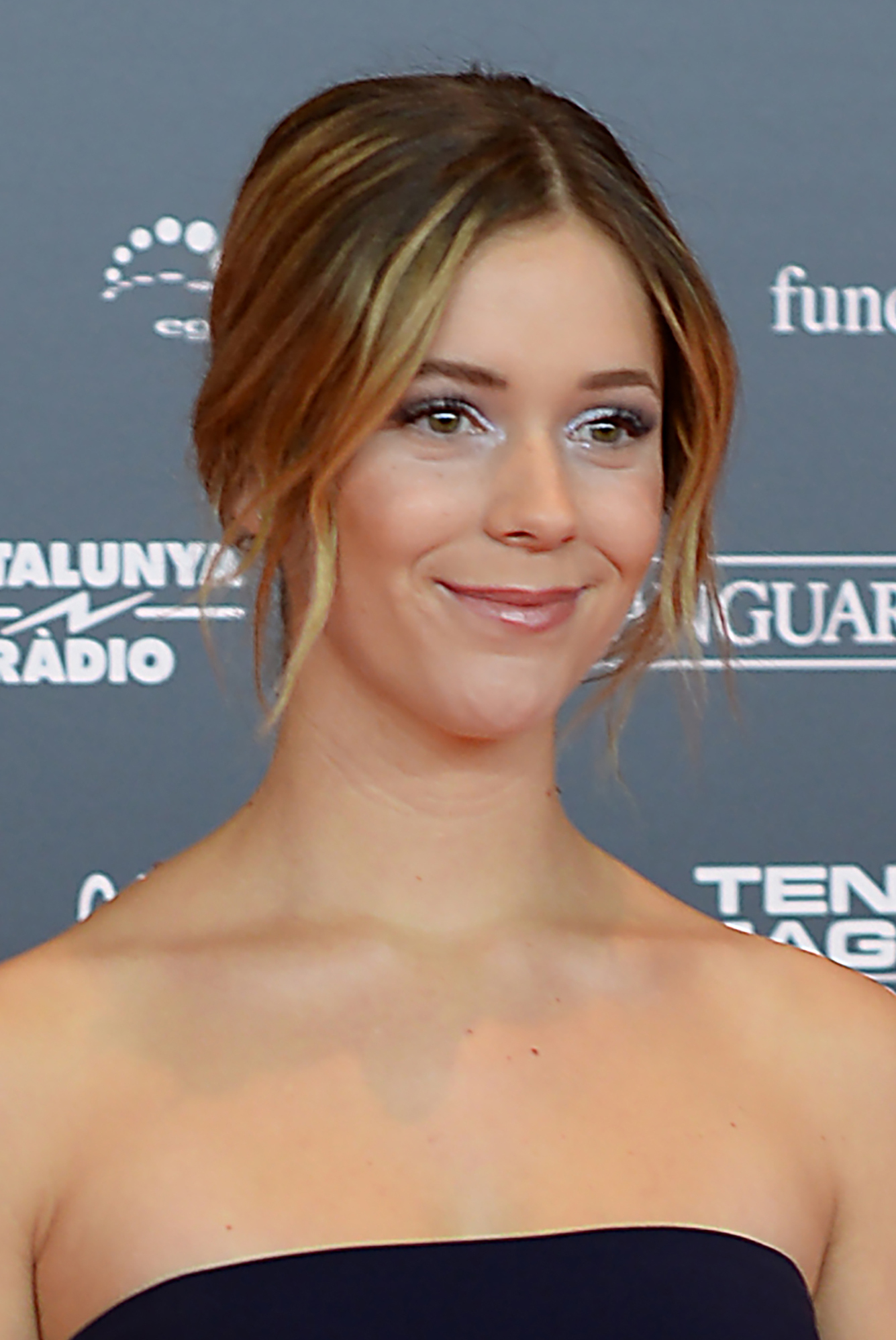
Georgina, a intérprete de Cayetana.

Cayetana Grajera Pando, interpretada por Georgina Amorós (temporada 2-presente), é outra novata no Las Encinas, bastante simpática e receptiva, além de aparentemente ser um tanto sonhadora e sem muito senso de realidade, inicialmente se mostrando como alguém que mora sozinha numa mansão, a qual mais tarde é revelada como a casa de seus patrões, onde Cayetana, apesar de ser tratada como filha, é apenas a empregada doméstica que mora nos fundos da casa com sua mãe, que é faxineira no Las Encinas; e seu avô materno, adoentado, que vive de cama, sobrevivendo apenas pelos esforços de sua filha e neta, que vivem em conflito, uma vez que Cayetana vive fingindo ser rica e tem vergonha da situação financeira e social da mãe, escondendo de todos que é filha de uma faxineira do colégio. Logo se afeiçoa a Lu, que se aproxima dela apenas interessada em descobrir o segredo que a mesma vive escondendo. Cayetana, a princípio, acredita que Lu é sua amiga e troca confidências para com a mesma, sem nunca deixar escapar quem realmente é, além de se afeiçoar a Polo, sabendo que o mesmo já não namora mais Carla, e ensaiar um romance para com o mesmo. Vive entrando em conflitos constantes para com Beka, que recrimina seu jeito de ser e também desconfia que Cayetana esconde algo.

### Malik D.
Malick interpretado por Leïti Sène (temporada 3), é um novo estudante muçulmano que vem de uma família no Senegal com alto poder aquisitivo, chega a Las Encinas para estudar seu último ano do Ensino Médio, assim que chega, se interessa por Nadia e faz o possível para que ela sinta o mesmo por ele. Ele finalmente se formou e mudou-se para estudar em Nova York com Lu e Nadia.

### Yeray
Yeray interpretado por Sergio Momo (temporada 3), um menino que já havia estudado em Las Encinas e retorna interessado em Carla e eles começam um relacionamento. Ela vem de uma família humilde, mas depois de criar um aplicativo de namoro que se tornou um sucesso, ela não precisará de ninguém para pagar seus estudos. Pelo seu sotaque e pelo seu nome sabemos que é natural das Ilhas Canárias.

### Ari Blanco
Ariadna "Ari" Blanco Commerford, interpretada por Carla Díaz (temporada 4 - presente), é uma nova aluna do Las Encinas e é gêmea de Patrick, irmã mais velha de Mencía e filha de Benjamin, o novo diretor de Las Encinas. Ari é uma garota competitiva e perfeccionista que sempre tenta estar do lado certo das coisas. Ela está muito acostumada a esconder seus sentimentos para não mostrar fraquezas e perder o rumo que lhe foi traçado, então ela sempre fica do lado do pai e o defende até o fim. Por isso acaba enfrentando todos os seus companheiros, mas acaba percebendo que não é tão insensível quanto pensava quando conheceu Guzmán e Samuel, por quem passou a sentir algo mais do que amizade.

### Mencía Blanco
Mencía Blanco Commerford, interpretada por Martina Cariddi (temporada 4 - presente), é uma nova aluna do Las Encinas, irmã dos gêmeos Ari e Patrick, e filha de Benjamín, o novo diretor de Las Encinas. Ela é uma garota caótica, beligerante, autodestrutiva e e leva-se na direção oposta ao resto de sua família. Ainda assim, Mencía tem uma doçura e uma luz que se guarda para dá-la às pessoas que considera mais especiais. Desde sua chegada, ele inicia um relacionamento amoroso com Rebeka, embora ela também esteja envolvida com um amigo de seu pai, Armando, de quem recebe dinheiro por dormir com ele. Após dias de assédio de Armando, Rebeka ajuda a escapar dele, enquanto Ari enfrenta o homem, que tenta assassinar ela, sem sucesso. No final da temporada, com o desaparecimento de Armando (morto por Guzmán), Mencía decide contar toda a verdade a seu pai.

### Patrick Blanco

Ríos, o intérprete de Patrick.

Patrick Blanco Commerford, interpretado por Manu Ríos (temporada 4 - presente), é um novo aluno do Las Encinas e é gêmeo de Ari, irmão mais velho de Mencía e filho de Benjamin, o novo diretor de Las Encinas. Patrick é um menino hedonista, caprichoso e sedutor que sempre consegue o que quer. Ela sempre faz o que quer em todos os momentos, fazendo com que o mundo acredite que ele está seguindo as regras, sendo o contraponto entre suas irmãs. Desde sua chegada, ele se interessou por Ander e desperta fetiches em Omar, porém, a aproximação de Patrick com Ander acaba dificultado o relacionamento entre Omar e seu namorado, causando, assim, o término do namoro entre Omar e Ander.

### Phillipe Florian
Phillipe Florian Von Triesenberg, interpretado por Pol Granch (tmeporada 4 - presente), é um novo aluno do Las Encinas. Ele é um príncipe, herdeiro direto do trono de um principado da Europa Central. Elegante, educado e puro em seus caminhos, Sua Alteza foi criado em uma bolha de privilégio, que o manteve totalmente alheio à dificuldades da vida. Não demorou muito para Phillipe se conectar com a pessoa mais improvável de acordo com sua posição e linhagem, Cayetana, que passa seus dias como faxineira em Las Encinas. Durante seu relacionamento com Cayetana, as razões pelas quais ele fugiu virão à luz do seu país, no caso de um escândalo sexual. No final da temporada, Cayetana rompe seu relacionamento com ele, enquanto tentava se desculpar com a garota que ele abusou em seu país.

### Armando
Armando, interpretado por Andrés Velencoso, é um empresário na quarta temporada, que mantém um relacionamento com Mencía, a quem paga para relações sexuais. Depois que Mencía corta sua relação com ele e se distancia, Armando decide chantageá-la para continuando a ter relações com ele, até indo à casa do pai para pressioná-la. Na festa de Réveillon, Armando vai a Mencía, onde Rebeka e Ari os vêem. Ari fica sozinho com ele, ameaçando contar tudo a seu pai, e no momento em ele que tenta assassiná-la, Guzmán vê a cena e persegue Armando. Guzmán o mata com um sinalizador e mais tarde, Samuel, Rebeka e Guzmán escondem seu corpo no fundo do lago.

### Benjamín Blanco
Benjamín Blanco, interpretado por Diego Martín, é o novo diretor do Las Encinas a partir da quarta temporada. Ele é o pai de Ari, Mencía e Patrick, um dos empresários mais poderosos da Europa disposto a redirecionar a escola aplicando regras que muitos não vão gostar. Sua esposa morreu em um acidente de carro anos atrás, depois que Mencía fugiu, então ele deve lidar com seus três filhos tentando se certificar de que nada aconteça a nenhum deles. Durante a temporada, ele é visto em semelhança com a vida de Samuel, já que ele também teve que ganhar a vida de baixo para cima. No final, com o quase fatal acidente de Ari, ele descobre a verdade sobre a relação de Mencía com Armando, que para ele está desaparecido.

### Iván Carvalho
Iván Carvalho, interpretado por Andŕe Lamoglia,(temporada 5 - presente), Iván, como a maioria de seus colegas, foi criado em um estilo de vida de classe alta; ele é filho de um jogador de futebol Brasileiro. No entanto, ao contrário de seus colegas de classe, ele não se vangloria ou se vangloria de seu estilo de vida. Por causa da profissão de seu pai, morou em vários países antes de se estabelecer em Madri. A identidade de sua mãe permanece em grande parte desconhecida, pois ela nunca foi mencionada.Iván é o novo aluno despreocupado e extrovertido que rapidamente se torna popular em Las Encinas. Ele possui um tipo de energia do tipo golden retriever, pois é ansioso e agradável em seus caminhos. Iván tende a tomar suas decisões no calor do momento, mas isso muitas vezes pode sair pela culatra, pois ele pode agir de forma precipitada ou imprudente. Além disso, Iván trata a todos com bastante paquera e carinho, o que pode dificultar que outros decifrem suas verdadeiras intenções. Ele tem pouco ou nenhum respeito por limites e pode ignorar a dor atual que está causando a seus colegas até que seja informado. Iván se mostra manipulador em relação a Patrick e faz jogos mentais com ele enquanto nega sua atração sexual pelo outro. Iván é extremamente indeciso e luta para encontrar um equilíbrio entre a cabeça e o coração. Por isso, ele tem dificuldade em admitir que tem sentimentos por Patrick, pois inicialmente acredita ser heterossexual.Iván tem uma forte atração sexual por Ari, e ativamente tenta seduzi-la apesar de Ari ser irmã gêmea de Patrick. Embora seja sutil e sorrateiro em seus modos, Iván tenta fazer vários avanços em Ari. Isso inclui Iván interferindo entre Samuel e Ari na festa de Patrick.antes de fazer vários comentários sobre a maneira como Samuel 'tem gosto' depois que Samuel estava se beijando com Ari. Durante sua próxima interação, Iván notifica Ari que ela é a culpada por sua ereção - não Patrick, como ela assumiu. Eventualmente, Ari cede a Iván e eles fazem sexo bêbados. Após o encontro sexual, Ari parece se arrepender a princípio e expressa isso para Iván, deixando-o em estado de aborrecimento. No entanto, depois que os dois se encontram na festa de caridade de Cruz, eles continuam seu caso. Iván e Ari concordam em fazer sexo uma última vez, vendo isso como um encerramento em ambas as partes. Quando a noite termina, eles se despedem e presume-se que seu relacionamento também chegou ao fim. A única outra interação que eles têm a partir de então é quando um Iván drogado acidentalmente envia a Ari uma mensagem de áudio confessando que ele se apaixonou por Patrick. Embora ela esteja chocada, Ari parece apoiar a declaração de Iván quando ela imediatamente mostra a mensagem para Patrick. Ela aconselha Patrick a confrontar Iván sobre a confissão e o encoraja a buscar um relacionamento romântico com Iván. Isso mostra que nem Ari nem Iván tinham sentimentos verdadeiros um pelo outro.

### Isadora Artiñán
Isadora Artiñán, interpretada por Valentina Zenere, (temporada 5 - presente), Isadora, uma socialite/DJ argentina de 17 anos, foi criada em uma família de classe alta e foi deixada por conta própria quando criança para viver hospedando-se em diferentes hotéis. Enquanto seus pais saíam para curtir a vida alta e não lhe davam muita atenção quando criança, ela acabou na cena noturna aos 14 anos, conseguindo um emprego como DJ, ganhando o apelido de "Imperatriz de Ibiza". ." Foi também nessa época que ela foi apresentada pela primeira vez às substâncias,Isadora é a nova garota impassível e mandona que vai a medidas maquiavélicas para conseguir o que quer. Isso é exemplificado quando Isadora enche a bebida de Phillipe com drogas para sabotar o arco de redenção que Cayetana havia estabelecido para ele. Isadora usa seu status de socialite para reforçar o relacionamento com seus pares. Ela se preocupa muito com sua auto-imagem e com a promoção de sua marca 'party girl'. Além disso, seu amor por festas a leva a se tornar amiga íntima de Patrick, pois ambos compartilham interes ses comuns. Isadora luta contra o vício em drogas e muitas vezes exagera com seu uso, fazendo com que ela tenha uma overdose em duas ocasiões distintas. Isadora gosta de irritar os outros oferecendo drogas ou provocando-os, embora seja revelado que suas ações não são baseadas em intenções maliciosas. Em vez disso, Isadora simplesmente acredita que está ajudando-os a 'soltar'.

### Cruz Carvalho
Cruz Carvalho,interpretado por Carloto Cotta, (temporada 5 - presente), pai de Iván (André Lamoglia), um dos novos alunos de Las Encinas. Cruz Carvalho é um homem que, embora ame o filho, também adora a festa, o que o leva a negligenciar Iván, Patrick vai ao Leilão de Caridade do Lake Club, apenas para destruir acidentalmente uma escultura cara. Enquanto Mencia tenta acalmar a multidão, Benjamín grita com raiva com Patrick por gerar uma comoção. Benjamin conclui que não estava dando atenção suficiente ao filho, o que explica sua conduta recente. Mas Patrick, chateado que seu pai sentiu que era o motivo, critica Benjamín por ser mais uma figura paterna para Samuel do que para ele, e também menciona que sua mãe não teria sido pai da maneira que Benjamín fez se ainda estivesse viva. Sem saber, Benjamín dá um tapa de raiva em Patrick, quase causando uma briga. Patrick sai furioso para fora para encontrar Ivan e Ari se beijando em um barco que eles roubaram momentos antes do porto. Aborrecido, ele é consolado pelo pai de Ivan, Cruz e, ao final do episódio, é mostrado os dois se beijando.No final da temporada, depois que Cruz tenta mudar as coisas entre os três durante uma reunião que ele organizou, Iván novamente nega sua estranheza e sai da sala com raiva. Seu pai vai atrás dele e eles se reconciliam antes que Cruz lhe diga que ele precisa ir atrás de Patrick. Iván finalmente percebe que não pode mais reprimir seus sentimentos pelo outro e volta para procurá-lo, mas Patrick se foi. Iván vai para a casa de Patrick, onde encontra Patrick lidando com as consequências de Benjamín ser levado algemado e Iván imediatamente vai consolá-lo, insinuando que eles agora estão juntos.

### Sara
Ela é interpretada por Carmen Arrufat.
Sara é estudante em Las Encinas. Ela e o namorado, Raúl , moram juntos. Raúl fica furioso ao descobrir que Sara se retratou das críticas a Isadora, fazendo com que perdessem muitos seguidores. Ele recorre à violência física contra Sara. Raúl e Sara separam-se, mas depois voltam a ficar juntos. Raúl tem ciúmes de Mencía por ficar entre eles e a culpa pelos problemas no relacionamento. Numa festa, Raúl mistura a bebida de Mencía, fazendo com que ela fique inconsciente e deixe Sara sozinha.Quando Sara atropela acidentalmente Iván enquanto dirigia, ela liga para Raúl. Raúl decide colocar Mencía inconsciente no banco do motorista, incriminando-a pelo acidente de carro.

### Dídac Ramos Vico
Ele é interpretado por Álvaro de Juan.
Dídac é estudante em Las Encinas. Dídac trabalha na Casa de Isadora. Enquanto trabalha, Isadora flerta com ele. Ele recusa e duvida da afirmação de Isadora de que ela foi estuprada. Isadora liga para o pai para fazer com que Dídac seja demitido. Mais tarde, um dos estupradores de Isadora conta a Dídac sobre o estupro, e ele descobre que Isadora estava falando a verdade. Os dois acabam se tornando amigos e Dídac é recontratado.

## Personagens recorrentes e conv.idos
Introduzidos na primeira temporada (2018)
- Ramón Esquinas como Ventura Nunier  - Pai de Guzmán e Marina e dono da empreiteira responsável pela demolição do antigo colégio onde estudavam Samuel, Christian e Nadia. Graças a uma falcatrua de Nano, irmão de Samuel, Ventura desconfia de ambos e é contrário ao romance de sua filha Marina com o rapaz, mesmo sendo Samuel um bom rapaz. Durante a trama, Ventura revela possuir um segredo bastante ilícito.
- Jorge Suquet como Martín[5][23] - Principal professor da classe de Samuel, Marina e os demais, tentando resolver todo e qualquer conflito interno dos alunos sem se envolver intensamente com nenhum deles, apenas de forma profissional e a fim de manter a harmonia no colégio.
- Ainhoa Santamaría como Inspetora[5] - Interrogadora policial do assassinato na série, se fazendo presente apenas nas cenas de flash forward onde interroga os personagens do ocorrido.
- Elisabet Gelabert como Azucena de Muñoz[5] - Diretora do colégio Las Encinas e mãe de Ander, desconhecendo muitos dos segredos de seu protegido filho.
- Irene Arcos como Pilar Domínguez - Mãe de Nano e Samuel, aparentemente se mostrando como mãe solteira, já que a série não mostra e nem menciona um possível pai dos seus filhos. Fumante, irresponsável e desordeira, Pilar tem sua vida a parte de seus filhos e não costuma repreender Nano por seus atos, o que preocupa Samuel, que se sente na obrigação de tomar partido de tudo em prol de sua família.
- Abdelatif Hwidar como Yusef Shana[5] - Pai de Omar e Nadia, um conservador muçulmano que não faz a menor ideia dos conflitos internos de seu filho, tendo apenas sua filha nadia como sua escudeira, já que ela é fiel ao trabalho na mercearia da família.
- Rocío Muñoz-Cobo como Laura Osuna - Mãe de Guzmán e Marina, aristocrata como seu marido Ventura, também não tolerando alunos mais humildes temendo arriscar sua reputação.
- Alfredo Villa como Antonio Muñoz - Pai de Ander e professor de tênis, que sonhava em ver o filho como um exímio tenista.
- Farah Hamed como Imán Shana - Mãe de Omar e Nadia, sendo também dona da mercearia da família.
- Lola Marceli como Beatriz Caleruega[5] - Funcionária da burguesia aristocrática espanhola e mãe de Carla.
- Rubén Martínez como Teodoro "Teo" Ronson - Pai de Carla e parceiro de Ventura nos negócios.
- Liz Lobato como Andrea Villada - Uma das mães de Polo e CEO de uma revista importante.
- Yaiza Guimaré como Begoña Benavent - Uma das mães de Polo.
- Alberto Vargas como Pablo Ruiz (convidado) - Ex-namorado misterioso de Marina, com o qual esta guarda um terrível segredo.

Introduzidos na segunda temporada (2019)
- Eva Llorach como Sandra López Gallego - A mãe de Rebeka
- Marta Aledo como Victoria Pando - A mãe de Cayetana. 21
- Bruno Lastra como Felipe Montesinos - O pai de Lu e do Valerio.
- Pilar Martínez como mãe de Christian (convidada).
- Fernando Carpintero como pai de Christian (convidado).
- Paola Matienzo como mãe de Lu (convidada).

Introduzidos na terceira temporada (2020)
- Jorge Clemente como Alexis Fernandéz (convidado) - Amigo de Ander na clínica.
- Kevin McHale como Bill McKinley (convidado) - Ganhador da bolsa de Lu e Nadia.

Introduzidos na quarta temporada (2021)
- Boré Buika como Sebastián Abaga - Inspetor que cuida do caso do acidente de Ari.
- Ambar Lucid como ela mesma (convidada).
- Rachel Lascar como Estefanía - Mãe de Phillipe.
- Gabriele Falsetta como Sadelagu (convidado) - Um designer amigo da família de Phillipe que Cayetana admira.
- Dre DJ como Andrea DJ (ator convidado) - O DJ da festa de Réveillon.